# Краснохвостый медосос
Краснохвостый медосос (лат. Meliarchus sclateri) — вид воробьиных птиц из семейства медососовых (Meliphagidae), выделяемый в монотипический одноимённый род (Meliarchus).
Обитает на восточных Соломоновых островах (в основном на острове Сан-Кристобаль), и эндемичен для этого архипелага.

## Описание
Длина тела 20—25 см, вес 30—40 г. Шея и грудь краснохвостого медососа грязно-жёлтого цвета, голова и спина — бурого. Глаза чёрные, клюв длинный, слегка изогнутый на конце, жёлтого цвета. Оперение на хвосте с красноватым оттенком, за что этот вид птиц и получил своё русскоязычное название. Самцы отличаются от самок более тёмным оперением.
Птицы питаются нектаром и мелкими насекомыми. Продолжительность жизни — 8—10 лет.